# Krumkaczy Mińsk
FK NFK Mińsk (biał. ФК НФК Мінск) – białoruski klub piłkarski z siedzibą w Mińsku, założony w 2011.

## Historia
Klub rozpoczął działalność w rozgrywkach piłkarskich siódemek i ósemek w 2011. W sezonie 2014 wystawił drużynę, która zajęła drugie miejsce w białoruskiej II lidze i awansowała do I ligi. Sezon 2015 przyniósł promocję do ekstraklasy Białorusi po zajęciu trzeciego miejsca w I lidze. Na początku 2019 zmienił nazwę na FK NFK.